# De Schakel (Paramaribo)
De Schakel is sportstadion en een gemeenschapscentrum in Paramaribo.
Het initiatief voor de bouw van De Schakel kwam tijdens het 75-jarige bestaan van de Sint-Alfonsuskerk. In overleg met de omgeving werden plannen voor de bouw gemaakt en een comité opgericht. Er kwamen financiële middelen ter hoogte van 25.000 Surinaamse gulden (Sf) bij elkaar door de organisatie van verschillende activiteiten, zoals kindermiddagen, loterijen en de verkoop van onder meer kalenders en kerstkaarten. Dit bedrag werd aangevuld met 10.000 Sf van de Stichting Kinderzegels Suriname, een even hoog bedrag van de Stichting Paasweldadigheidszegels en ruim 159.000 Sf uit Nederlandse ontwikkelingshulp. De Schakel werd uiteindelijk op 19 oktober 1970 geopend door gouverneur Johan Ferrier.
In een bovenzaal van De Schakel werd richtte Cecil Tirion op 7 mei 1972 de eerste karateschool van Suriname op. Naast sport worden er in De Schakel ook bijeenkomsten en voorstellingen gehouden.
De Schakel had in 2013 te maken met wateroverlast.